# Eugenia hypoleuca
Espèce
Synonymes
- Eugenia cotinifolia subsp. codyensis (Munro ex Wight) P.S.Ashton[2]
- Eugenia hypoleuca Thwaites ex Kosterm.[2]
- Syzygium codyensis (Munro ex Wight) Chandrash.[2]

Statut de conservation UICN

 EN B1+2c : En danger
Eugenia hypoleuca est une espèce de plantes à fleurs de la famille des Myrtaceae.
Selon Plants of the World Online, c'est un synonyme de Eugenia codyensis. Selon ce site, c'est un arbuste trouvé au Sri Lanka et dans l'ouest de l'Inde. Il pousse en milieu tropical à saison sèche.

## Publication originale
- Quarterly Journal of the Taiwan Museum 34: 164. 1981.